# 무채색망원경
무채색망원경(無彩色望遠鏡)은 천문학에서 사용하는 우주망원경의 한 종류이다. 색수차를 활용하는 망원경이다.

## 설명
무채색 망원경은 무채색 렌즈를 사용하여 색수차를 보정하는 굴절 망원경이다. 이미지가 렌즈를 통과할 때에 빛은 다른 파장에 대해 다른 각도로 굴절된다. 이렇게 하면 빛의 색에 따라 초점 거리가 생성된다. 예를 들어 초점면에서 영상은 스펙트럼의 빨간색 끝에 초점이 맞추어져 있지만 파란색 끝에는 흐릴 수 있다. 이 효과는 망원경의 중심축에서 물체가 멀리 떨어져 있을수록 특히 두드러진다. 별의 이미지는 한 쪽은 파란색으로 다른 쪽은 주황색으로 보일 수 있다. 무채색 목적을 가진 초기 굴절 망원경은 색수차를 감추기 위해 매우 긴 초점 거리를 가지고 제작되었다. 무채색 망원경은 이를 교정하기 위해 무채색 렌즈를 사용한다. 무채색 렌즈는 서로 다른 두 종류의 유리로 만들어진 복합 렌즈이다. 플린트 유리로 만든 오목렌즈인 한 요소는 분산도가 비교적 높은 반면 크라운 유리로 만든 볼록렌즈인 다른 요소는 분산도가 더 낮다. 대기 공격에 대한 플린트 유리의 민감도가 높기 때문에 크라운 렌즈는 일반적으로 전면에 배치된다.(예:스타인힐 더블렛) 하나의 색수차가 다른 하나의 색수차에 의해 평형을 이루도록 렌즈 소자들은 서로 옆에 장착되고 형상화되지만 크라운 렌즈 소자의 양의 파워는 플린트 렌즈 소자의 음의 파워와 동등하지 않는다. 이러한 색수차의 효과와 함께 두 개의 다른 파장의 빛을 공통의 초점으로 가져오는 약한 양의 렌즈를 형성한다.

## 같이 보기
- 망원경
- 색수차